# Strażnica WOP Jaśliska
Strażnica Wojsk Ochrony Pogranicza Jaśliska/Lipowiec imienia st. sierż. Jana Staręgi – zlikwidowany podstawowy pododdział Wojsk Ochrony Pogranicza pełniący służbę graniczną na granicy polsko-czechosłowackiej.

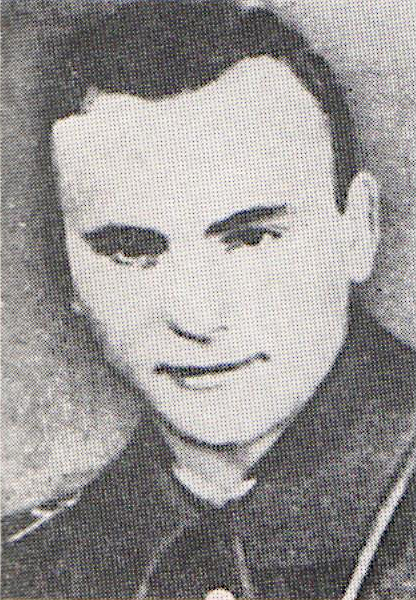
st. sierż. pchor. Józef Staręga (ur. 1924, zm. 4.05.1946), starszy zwiadowca 36 komendy odcinka WOP, zamordowany 4 maja 1946 przez banderowców w drodze z Wołkowyi do Baligrodu. Patron strażnicy WOP w Jaśliskach (1945–1946)

Strażnica Straży Granicznej w Jaśliskach – zlikwidowana graniczna jednostka organizacyjna Straży Granicznej realizująca zadania bezpośrednio w ochronie granicy państwowej ze Republiką Słowacką.

## Formowanie i zmiany organizacyjne
Strażnica została sformowana w 1945 w strukturze 39 komendy odcinka jako 175 strażnica WOP (Jaśliska) o stanie 56 żołnierzy. Kierownictwo strażnicy stanowili: komendant strażnicy, zastępca komendanta do spraw polityczno-wychowawczych i zastępca do spraw zwiadu. Strażnica składała się z dwóch drużyn strzeleckich, drużyny fizylierów, drużyny łączności i gospodarczej. Etat przewidywał także instruktora do tresury psów służbowych oraz instruktora sanitarnego.
W marcu 1947 sformowano Krośnieńską Komendę WOP w Krośnie, w skład której została włączona strażnica WOP Jaśliska.
Wiosną 1947 strażnica nr 174 przeniosła się z Jaślisk do Lipowca i otrzymała numer 175 w skali kraju.
W związku z reorganizacją oddziałów WOP, 24 kwietnia 1948 174 strażnica OP Lipowiec została włączona w struktury 41 samodzielnego batalionu Ochrony Pogranicza w Krośnie, a w 1950 – 1 Brygady WOP w Krośnie.
W 1952, w związku z rozformowaniem 1 Brygady WOP w Krośnie, odcinek i pododdziały przejęła 26 Brygada WOP w Przemyślu. W miejscu postoju rozformowanej brygady sformowano 265 batalion WOP Krosno, któremu podporządkowano 7 strażnic w tym strażnicę w Lipowcu, która miała numer 176 w skali kraju.
Od 15 marca 1954 wprowadzono nową numerację strażnic, a strażnica WOP Lipowiec II kategorii otrzymała nr 175 w skali kraju, w strukturach 265 batalionu WOP.
W 1957, w 3 Brygadzie WOP w Nowym Sączu przeformowano 18 strażnic WOP w placówki WOP, w tym strażnicę WOP w Jaśliskacch.
1 stycznia 1960 była jako 29 placówka WOP Lipowiec kategorii II w strukturach 264 batalionu WOP w Sanoku  3 Brygady WOP w Nowym Sączu.
1 stycznia 1964 była jako 23 placówka WOP Lipowiec kategorii II w strukturach 264 batalionu WOP w Sanoku.
1 września 1989 Strażnica WOP Jaśliska została przekazana z Bieszczadzkiej Brygady WOP i włączona w struktury batalionu granicznego Karpackiej Brygady WOP w Sanoku Karpackiej Brygady WOP w Nowym Sączu i tak funkcjonowała do 15 maja 1991.
Straż Graniczna:
Po rozwiązaniu Wojsk Ochrony Pogranicza, 16 maja 1991 strażnica w Jaśliskach weszła w podporządkowanie Bieszczadzkiego Oddziału Straży Granicznej i przyjęła nazwę Strażnica Straży Granicznej w Jaśliskach (Strażnica SG w Jaśliskach).
Zgodnie z rozporządzeniem Ministra Spraw Wewnętrznych i Administracji z 22 września 2004, 1 stycznia 2005 Strażnica SG w Jaśliskach została przekazana z Bieszczadzkiego Oddziału SG i włączona w struktury Karpackiego Oddziału SG w Nowym Sączu:
Strażnica SG w Jaśliskach została rozwiązana w 2005.

## Działania bojowe
- 1945 – 16 listopada patrol strażnicy WOP Jaśliska w składzie 4 żołnierzy, został otoczony przez oddział UPA na trasie Jaśliska – Polany Surowiczne. Po rozmowie ostrzegawczej, że są na terenie Ukrainy i nie mają prawa chodzić po wsiach ukraińskich, zostali zwolnieni. 17 grudnia o 5:00 strażnica została ostrzelana przez UPA z broni maszynowej[20].
- 1946 – 19 marca sotnie UPA zaatakowały jednocześnie dwie strażnice WOP: Komańcza i Jaśliska. Oba ataki zostały odparte. Napastnicy odchodząc zniszczyli linię telefoniczną i tor kolejowy Komańcza – Łupków[21].

## Ochrona granicy
W ochronie granicy dowódcy strażnicy w Jaśliskach i Lipowcu ściśle współpracowali ze swoimi odpowiednikami tj. naczelnikami placówek OSH (Ochrana Statnich Hranic) CSRS.
Straż Graniczna:

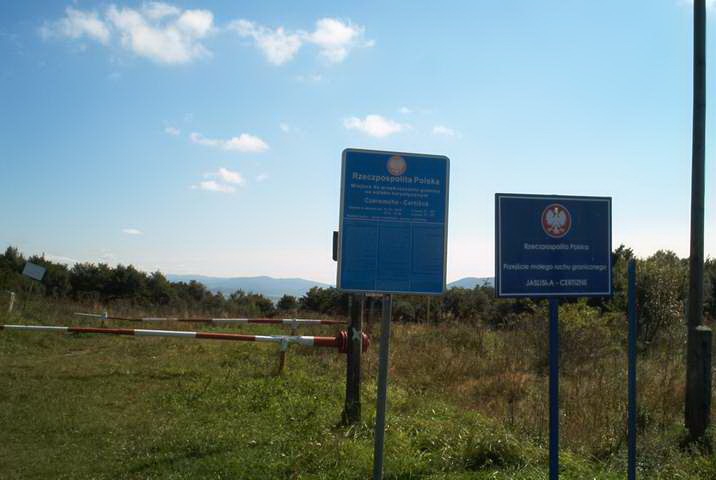
Przejście graniczne Jaśliska-Čertižné, rej. znaku gran. nr I/141. (wrzesień 2005)

Na odcinku strażnicy funkcjonowały przejście graniczne, w których kontrolę graniczną i celną osób, towarów oraz środków transportu wykonywała załoga strażnicy:
- Czeremcha-Čertižné (turystyczne) – od 1.07.1997
- Jaśliska-Čertižné (małego ruchu granicznego) – od 1.04.1999.

### Zasięg terytorialny
Straż Graniczna:
Z chwilą utworzenia Bieszczadzkiego Oddziału Straży Granicznej w Przemyślu, 16 maja 1991 Strażnica SG w Jaśliskach ochraniała odcinek granicy państwowej z Czechosłowacją:
- Włącznie od znaku granicznego nr I/117, wyłącznie do znaku granicznego nr I/147.
- Linia rozgraniczenia z:

1. Strażnicą SG w Komańczy: włącznie znak gran. nr I/117, górą Kiczera, styk gmin Komańcza, Rymanów, Bukowsko, dalej granicą gmin Bukowsko oraz Rymanów[22].
2. Strażnicą SG w Barwinku: wyłącznie znak gran. nr I/147, g. Tokarnia, góra Ostróg, górą Obłaz, górą Kamińska 639,3 dalej granicą gmin Iwonicz-Zdrój oraz Dukla[23].

## Wydarzenia
- 1976 – wycofano z granicy rowery, zastępując je motocyklami małolitrażowymi; WSK-175 dla kadry i WSK-125 dla żołnierzy służby zasadniczej (5–13 motocykli w zależności od obsady i na jakiej granicy). Wyposażone w łączność radiową motocykle stały się podstawowym środkiem transportu w służbie patrolowej i rozpoznawczej[24].

## Strażnice/placówki sąsiednie
- 174 strażnica WOP Jasiel ⇔ 176 strażnica WOP Barwinek – 1946
- 174 strażnica OP Jasiel ⇔ 176 strażnica OP Barwinek – 1950
- 174 strażnica WOP Jasiel kat. III ⇔ 176 strażnica WOP Barwinek kat. III – 15.03.1954
- 30 placówka WOP Radoszyce kat. II ⇔ 28 placówka WOP Barwinek kat. II – 1.01.1960
- 24 placówka WOP Komańcza kat. II ⇔ 22 placówka WOP Barwinek kat. II – 1.01.1964.
- Strażnica WOP Komańcza Lądowa ⇔ Strażnica WOP Barwinek Lądowa – 1990[17]

Straż Graniczna:
- Strażnica SG w Komańczy ⇔ Strażnica SG w Barwinku – 16.05.1991[23].

## Komendanci/dowódcy strażnicy
- Franciszek Bolko p.o. (1.08.1949[f]–30.12.1950[g])[25]
- kpt. Zdzisław Dudzic (4.11.1985[h][16]–15.05.1991)

Komendanci strażnicy SG:
- kpt. SG Zdzisław Dudzic (od 16.05.1991)[26][27] .